# Pyrrhorachis subcrenulata
Pyrrhorachis subcrenulata är en fjärilsart som beskrevs av Holloway 1977. Pyrrhorachis subcrenulata ingår i släktet Pyrrhorachis och familjen mätare. Inga underarter finns listade.